# 34 Circe
34 Circe este un asteroid mare și foarte întunecat din centura de asteroizi. A fost descoperit de J. Chacornac la 6 aprilie 1855. Este numit după Circe, o zeiță, o nimfă sau vrăjitoare din mitologia greacă.